# Dapa, Surigao del Norte
Dapa là một đô thị hạng 5 ở tỉnh Surigao del Norte, Philippines. Theo điều tra dân số năm 2000, đô thị này có dân số 19.508 người trong 3.846 hộ. Phần lớn đô thị này nằm ở đảo Siargao.

## Các đơn vị hành chính
Dapa được chia thành 29 barangay.
| - Bagakay - Barangay 1 (Pob.) - Barangay 10 (Pob.) - Barangay 11 (Pob.) - Barangay 12 (Pob.) - Barangay 13 (Pob.) - Barangay 2 (Pob.) - Barangay 3 (Pob.) - Barangay 4 (Pob.) - Barangay 5 (Pob.) - Barangay 6 (Pob.) - Barangay 7 (Pob.) - Barangay 8 (Pob.) - Barangay 9 (Pob.) - Buenavista | - Cabawa - Cambas-ac - Consolacion - Corregidor - Dagohoy - Don Paulino - Jubang - Montserrat - Osmeña - San Carlos - San Miguel - Santa Fe - Santa Felomina - Union |